# Wapen van Bosnië en Herzegovina

Het wapen van Bosnië en Herzegovina

Het huidige wapen van Bosnië en Herzegovina (Bosnisch/Servisch/Kroatisch: Grb Bosne i Hercegovine) is in gebruik sinds 1998 en daarmee het uit 1991 stammend ontwerp verving dat het eerste wapen van Bosnië en Herzegovina als onafhankelijk land was.
Het wapen volgt het ontwerp van de vlag van Bosnië en Herzegovina. De gele driehoek symboliseert de vorm van het land en de drie volken die er leven: Serviërs, Kroaten en Bosniakken. De zeven sterren hebben de zeven fleurs-de-lys uit het oude wapen vervangen, omdat die als een Bosniaksymbool beschouwd worden. Daarnaast symboliseren de sterren, in combinatie met de gele en blauwe kleur, waarschijnlijk het verlangen om eens tot de Europese Unie toe te treden, aangezien deze elementen ook in de vlag van de Europese Unie voorkomen.

## Historische wapens

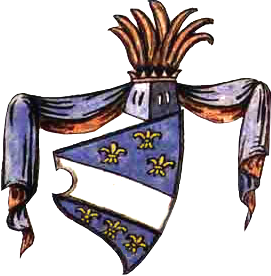
Wapen van Bosnië en Herzegovina, 1353–1366 en 1367–1377
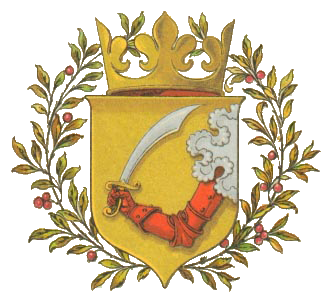
Wapen van Bosnië en Herzegovina onder Oostenrijks-Hongaars bewind
Wapen van Bosnië en Herzegovina als deelstaat van Joegoslavië
Wapen van Bosnië en Herzegovina, 1991-1998